# 獅吼鼓
獅吼鼓（英語：Lion's roar）是一種由座地式筒鼓所改良的敲擊樂器，發聲原理沿自摩擦鼓。根據薩克斯分類法，它屬於膜鳴樂器，近代音樂學者兼敲擊樂手曲克（Gary D. Cook）則將其歸納為弦鳴樂器，因為它的最初的發聲方法是利用加設在鼓鳴上的幼線帶動鼓膜震動而發出聲響的。

## 構造
數百年前，在世界不同的地區，都能找到一種單膜式的鼓，在膜皮的中央加設了伸延物：如繩、幼樹枝、動物骨頭等，然後透過對伸延物的摩擦，撥彈或改變膜皮的張力，間接令鼓皮發聲，這種以非直接擊打鼓皮的鼓，均統稱為「摩擦鼓」。而獅吼鼓所採用的，則為現今西方樂器中的雙皮鼓，並把其中一面鼓膜的中央部份鑽出一個細小的針孔，再把一條幼線（如馬毛、幼棉繩、魚絲等）穿入。鼓筒內的末端以小圓環或膠紙固定好，另一邊則外露，長度視乎實際需要。
敲擊樂手會使用一些能產生明顯摩擦效果的小工具，例如用於琴弓上的松稥、塑膠手套、小塊塑膠等。演奏時，樂手其中一雙手會同時持著小工具和幼線，令兩者互相接觸，而另一隻手則協助拉動幼線。拉動時，小工具和幼線互相摩擦，產生震動並傳至鼓膜，令鼓膜急速震動而發出有如獅子咆哮時的聲音。因而得名。
最出名運用獅吼鼓的，是來自法國作曲家埃德加·瓦雷茲於1931年為13位敲擊樂手而寫成的敲擊樂作品《電離》（Ionisation）。

## 外部連結
- 如何自製獅吼鼓（英文） （页面存档备份，存于）